# 湖北缨毛蛛
湖北缨毛蛛（学名：Chilobrachys hubei）为捕鸟蛛科缨毛蛛属的动物。在中国大陆，分布于湖北等地。该物种的模式产地在湖北。